# マリー・クイーン
マリー・クイーン（Marry Queen、1991年10月20日 - ）はチェコのアダルトモデル、ポルノ女優であった。

## 人物
1991年にチェコスロバキアのドヴル・クラーロヴェー・ナト・ラベム生まれ。2009年からポルノ女優としての活動を始めた。作品中では男性との共演だけではなく、女性同士による共演や、肛門性交も行なった。
彼女は140本以上のアダルト映画に出演したが、デビュー直後から以前より実生活で交際していたマッド・マックス（トム）というポルノ男優と共演することが多かった。2020年に引退する頃になると、男女を問わず他の俳優と共演することはなかった。
2015年より前の時期に、チェコ政府が発行する国民識別証（cs:Občanský průkaz）を手に持った画像がインターネット上に流れたため、本名や生年月日が明らかになったことがある。ちなみに、それによると生年月日はプロフィールとして公開されている1991年10月20日が正しかった。
2014年に結婚している（cs:Miroslava Holzäpflová）。